# Fuente Vieja (Ademuz)
La fuente Vieja es un manantial de abastecimiento público de agua en Ademuz, municipio de la provincia de Valencia (Comunidad Valenciana, España).

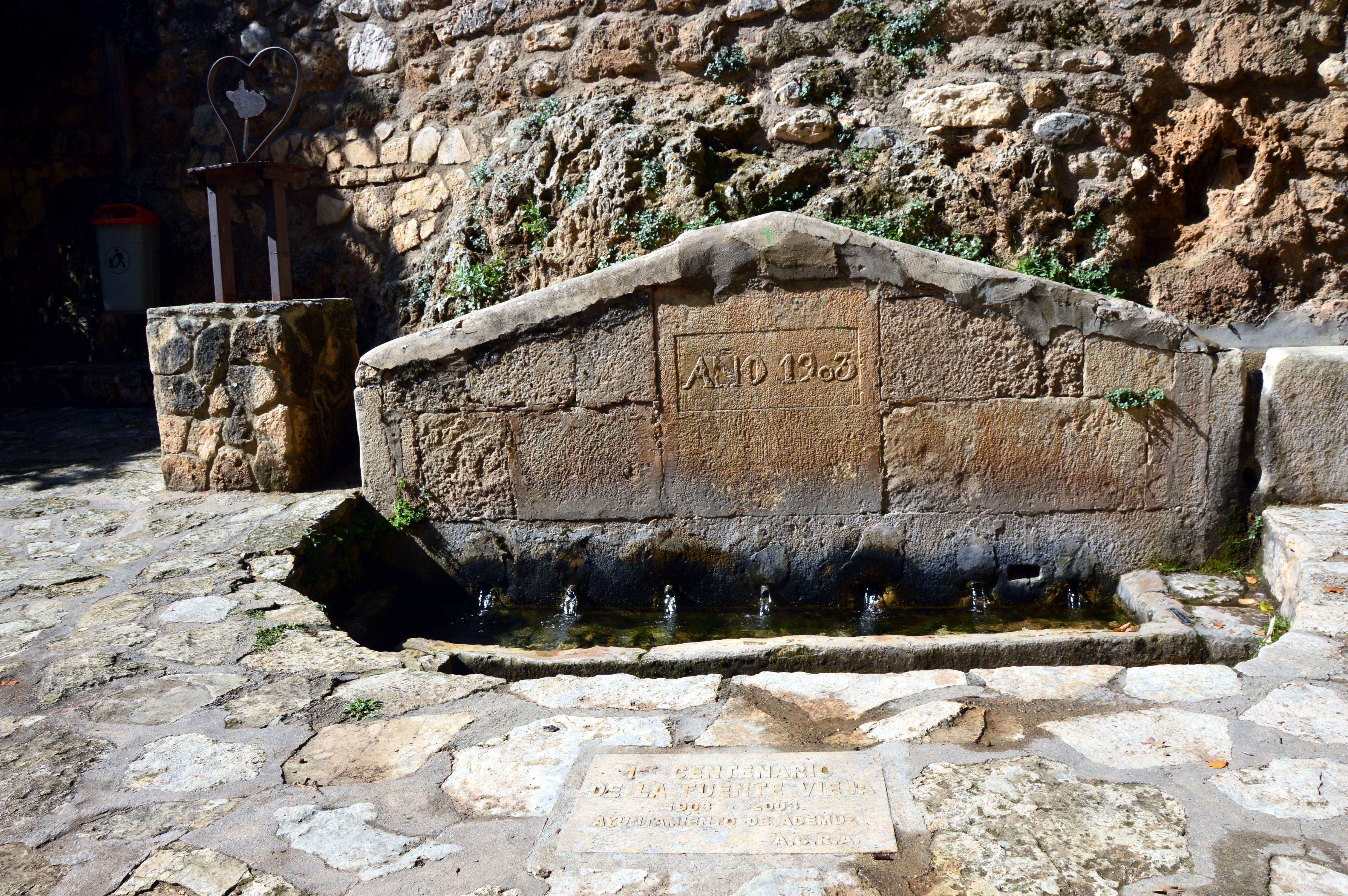
Vista frontal (general) de la Fuente Vieja, con detalle de la placa colocada a los pies en conmemoración del primer centenario (2018).

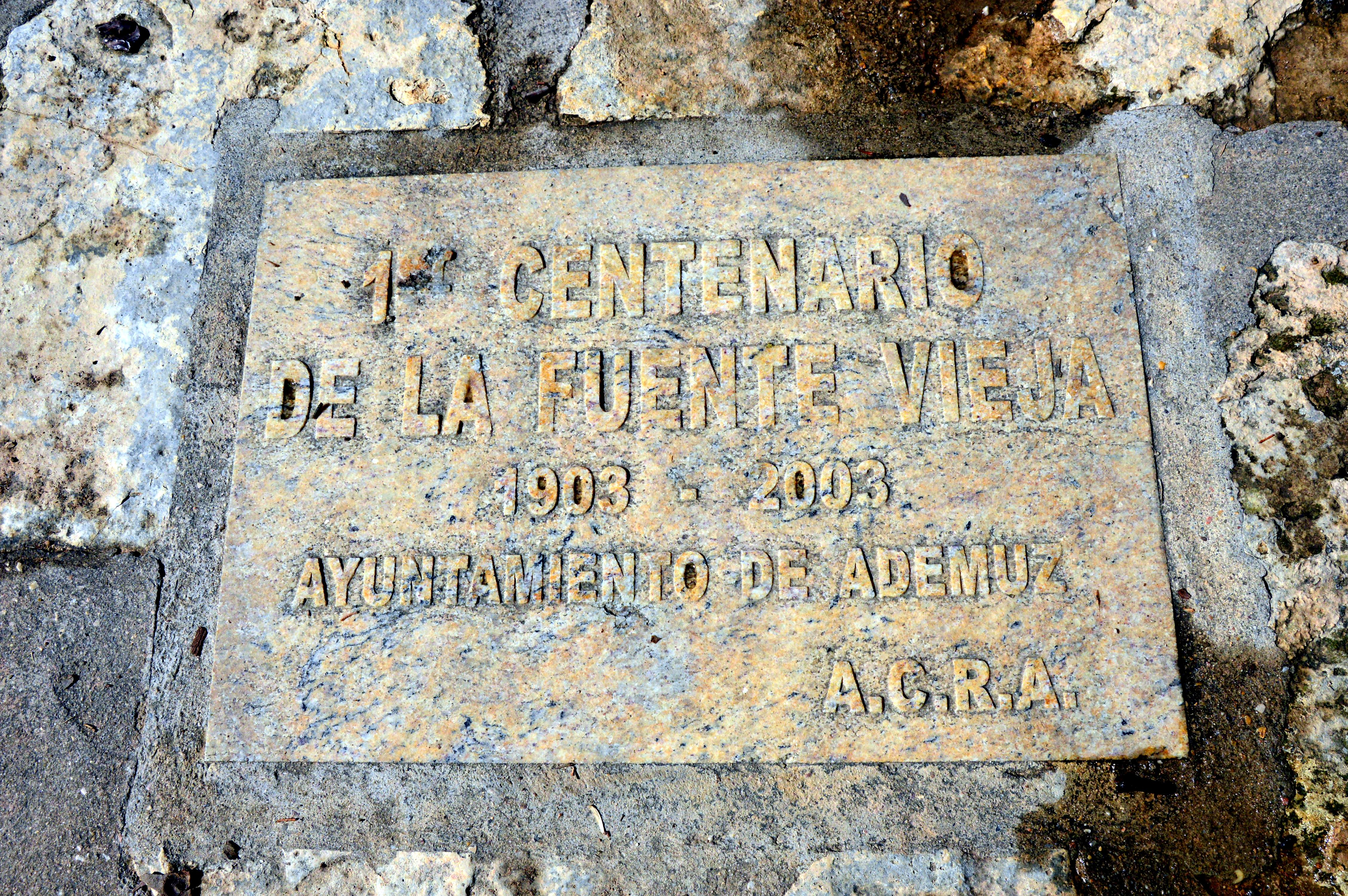
Detalle de la placa colocada por el Ayuntamiento de Ademuz a los pies de la Fuente Vieja en conmemoración del Primer Centenario (1903-2003), 2018.

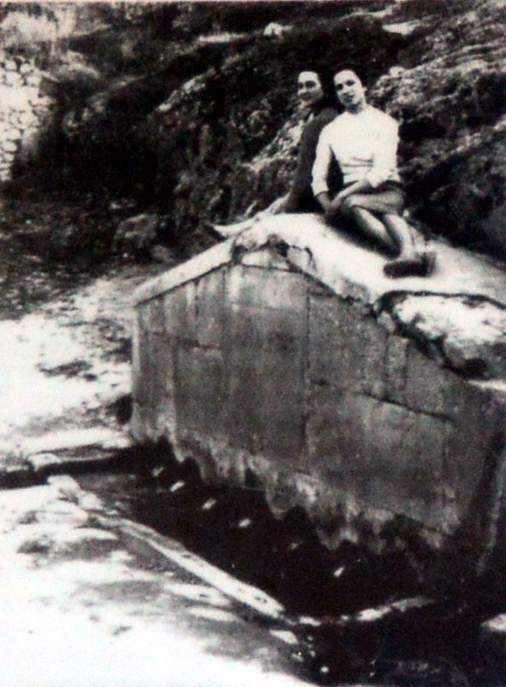
Antigua fotografía de la "Fuente Vieja", tomada del panel informativo: Centro de Interpretación del Agua "Molino de la Villa" en Ademuz (Valencia), 2018.

Situada en el extremo meridional de la población, constituye un conjunto hidráulico junto al abrevadero, el lavadero y el Molino de la Villa.

## Historia
Es de pensar que el manantial existiría de antiguo, pero las primeras referencias históricas provienen de Madoz (1845), que la cita como «fuente del Molino», por situarse junto al Molino de la Villa, de origen medieval.
Asimismo, es razonable pensar que la “fuente del Molino” fuera el nombre primitivo del hontanar (dado que se hallaba junto al primer molino de la Villa), y que el nombre de «Fuente Vieja» se le puso a posteriori, cuando se fundaron otras fuentes en la villa, para distinguirla de las nuevas:

«La principal fuente nueva que se hizo en Ademuz en tiempos modernos se ubicó en un extremo de la plaza de la Iglesia (anteriormente: plaza de D. Blas Máñez), en relación con la traída del agua potable a la villa (1954), dicha fuente se colocó después en el frontis de Las Gradas de acceso al templo, como puede verse en la actualidad. Aquella primera fuente de la plaza se dispuso -aproximadamente- en el lugar donde estuvo el "copudo olmo" del que dice Madoz.»
La Fuente Vieja de Ademuz, Valencia, Alfredo Sánchez Garzón

Mediado el siglo XIX (1845), la fuente tenía cuatro caños, aunque hoy tiene siete, de ahí que otros la mencionen como «fuente de los Siete Caños».
Entre los autores modernos que la nombran está el geógrafo Rodrigo Alfonso (1998), que la sitúa «a los pies de la población».
El paraje es muy visitado por lugareños y foráneos, siendo el lugar elegido por algunas parejas de novios para celebrar su matrimonio civil.

## Ubicación y descripción
Se halla en el extremo meridional de la población de Ademuz, margen derecho del río Bohilgues (también, río de Vallanca), junto al lavadero público y al antiguo Molino de la Villa.
El conjunto formado por la fuente, el abrevadero y el lavadero público se halla en torno a una placeta enlosada que sombrea un monumental plátano oriental (Platanus orientalis). El manantial se halla a la derecha del recinto, contra un viejo muro de mampostería ordinaria: 

«[La fuente] pose frontis triangular, basado en grandes piedras de sillería. En la pieza central figura un recuadro con una inscripción: AÑO 1903. La fecha puede corresponder al año en que se actuó sobre la fuente, dándole el aspecto actual. En la parte baja hay siete caños de metal de los que mana agua fresca y clara, que cae sobre una pila alargada..»
La Fuente Vieja de Ademuz, Valencia, Alfredo Sánchez Garzón

El pilón de la fuente se halla dos peldaños por debajo del nivel de la placeta, el abrevadero corrido se halla a la derecha, contra un muro de piedra, en un plano más elevado que el pilón. 
El Ayuntamiento de la villa colocó una placa de piedra en conmemoración del primer centenario del hontanar (1903-2003):

1er CENTENARIO/ DE LA FUENTE VIEJA/ 1903-2003/ AYUNTAMIENTO DE ADEMUZ/ A.C.R.A

El agua sobrante de la fuente se canaliza hacia el lavadero público, un edificio abierto situado a la izquierda. El lavadero es una construcción tradicional (vernacular) restaurada hace unos años: rodeado por un pequeño murete por los laterales, posee cubierta a dos aguas con armadura tipo parhilera: viga cimera y pares laterales basados en rodillos desbastados con cañizos que apoyan sobre estribos laterales.